# Byureghavan
Byureghavan är en ort i Armenien. Den ligger i provinsen Kotajk, i den centrala delen av landet, 16 kilometer norr om huvudstaden Jerevan. Byureghavan ligger 1 384 meter över havet och antalet invånare är 6 972.
Terrängen runt Byureghavan är kuperad åt nordost, men åt sydväst är den platt. Runt Byureghavan är det ganska tätbefolkat, med 149 invånare per kvadratkilometer.. Närmaste större samhälle är Jerevan, 16,3 kilometer söder om Byureghavan. 
Runt Byureghavan är det i huvudsak tätbebyggt.